# スバル・1000
スバル・1000は富士重工業（現・SUBARU）が開発し、1966年から1969年まで生産していた同社初の量産小型乗用車である。

## 概要
1966年5月に富士重工業初の小型車として発売された。モータリゼーション時代に求められる直進安定性、ゆとりある室内空間といった理想を追求し、フロントエンジン・前輪駆動 (FF)、水平対向エンジン、センターピボット式ステアリングなどを採用した意欲的かつ挑戦的な車両で、その機構や基本性能は当時のライバル車と大幅に異なっていた。「1,500 ccクラス並み」と謳われた室内有用性を生む優れた基本骨格や、かつての航空機製造技術に基づいた独特かつ合理的な工学は、後に「スバリスト」と呼ばれる熱狂的なスバル愛好家を生むきっかけとなった。

## 開発
開発の総指揮はスバル・360（登録車版のスバル・450を含む）に引き続き、百瀬晋六が担当した。
スバル・360で自動車産業への進出に成功した富士重工業は、小型車市場への進出を狙い、P-1（スバル・1500の開発コード名）計画中止以後も社内で検討を重ねていた。その成果は、1960年に、開発コード「A-5」と呼ばれる、1,500 cc空冷4ストローク水平対向4気筒OHC、クリフカットの特徴的な外装デザインを持つ小型車に具現化し、フロントエンジン・前輪駆動 (FF) 方式、フロント: コイル/ウィッシュボーン、リヤ: コイル/トレーリングアームのサスペンション形式、サッシュレスウィンドウなど、のちのスバル・1000や富士重工業製の小型車に引き継がれる意欲的な技術の雛形が、この「A-5」計画で初めて提示され、1963年2月にその試作車が完成した。しかし、P-1計画と同じく、当時の富士重工業の企業規模ではトヨタ自動車や日産自動車などの先行他社に、1,500 ccクラスでは太刀打ちできないと判断され、生産化に至らなかった。
「A-5」計画中止後、新たに「A-4」と呼ばれる「A-5」より一回り小さい小型車の計画が開始し、排気量800 cc程度、全長3,500 mm、全幅1,400 mm、車両重量500 kg、価格40万円以下を目標に検討が開始された。
1963年、「A-4」計画は、排気量923 cc、FF方式、全長3,885 mm、全幅1,400 mm、ホイールベース2,400 mm、トレッド（輪距）: 前輪1,230 mm、後輪1,220 mm、車両重量650 kgという具体的な基本骨格が決定され、「63-A」として商品化に向けた開発に移った。この「63-A」計画が、富士重工業初の小型車「スバル・1000」として世に出ることになる。
開発に当たって、空間効率と、静粛性、振動には特に留意され、早期から水冷4ストローク水平対向エンジンとトランスミッションを縦置きとして、等長のドライブシャフトを用いたFF方式という基本骨格を核に開発を進める事が決定された。
その基本機構を「A-5」を下地としながらも、エンジンの弁機構をOHCから現実的なOHVに改め、サスペンションのばねにはスバル・360と同じくトーションバー（ねじり棒ばね）を採用することによる空間効率と経費削減の両立、急坂登坂などFF方式の難点だったトラクション確保と軽量な車重の両立のために、スペアタイヤ、ジャッキ等の工具類までエンジン室に収納し、フロントに全車重の60%程度の荷重を集中させることや、パワー損失がなく静粛性に優れた「デュアルラジエーター」の開発、さらに、完全なフラット・フロアの実現のために、排気管を助手席側サイドシルに配置するなど、スバル・1000の特徴となる、非常に合理的で独創的な機構の数々が徐々に形成されていった。
一方、FF方式成立の要となる、フロント・ドライブシャフトの等速ジョイントについては、開発に協力した東洋ベアリング（現・NTN）が開発後期においてバーフィールド ・インダストリーズの原案に基づく画期的な等速ボールジョイント「D.O.J（ダブル・オフセット・ジョイント）」の実用量産化に成功し、これを発売当初から導入した。D.O.Jの採用は、ばね下重量を軽減するインボード・ブレーキ、四輪独立懸架の採用と相まって、従来のFF車の常識を覆す、滑らかで正確な操縦性と乗り心地、そして耐久性を実現した。
スバル・1000は、当時トヨタや日産など大メーカーが諦めざるを得なかったFF車両を実現させたことによって多くの自動車メーカーのFF方式への関心を高めたのみならず、アルファスッド、シトロエン・GSの開発に多大の影響を与え、当時の2社の工場にはスバル・1000の残骸が多く見られた。
発売当初は、トヨタ・カローラ、日産・サニー、マツダ・ファミリアなどがしのぎを削る小型車市場で、販売網の脆弱さから販売は立ち遅れたものの、伊藤忠商事との販売提携、またエンジニアリングの理想を追求した機構から「スバリスト」と呼ばれる熱心な信奉者を生み、徐々に販売台数を伸ばし、1969年3月には月販台数4,000台超と、カローラ、サニーに続き小型車市場の一角を確保。富士重工業の自動車メーカーとしての基盤造りに大きく貢献した。
またスバル・1000のために開発された「D.O.J」等速ジョイントの成功により、1970年代からの世界的な小型車のFF化への潮流が決定的になった。
1969年3月にはボアを4 mm拡げて1,088 ccとしたスバル・ff-1シリーズへ移行した。

## 初代 A12/512/522型 （1966年-1969年）
- 1965年10月21日 - 東京ヒルトンホテル（現・キャピトル東急ホテル）で行われた報道関係者向け発表会で初披露。同月29日に第12回東京モーターショーに参考出品。
- 1966年5月14日 - 高輪プリンスホテルで「スバル・1000発売発表会」を開催。東京・愛知・大阪の3都府県での販売を開始。型式名：A522。7月に全国展開完了。なお、当初は4ドアセダンのみが発売された。
- 1966年10月 - 3点式シートベルトをオプションで設定。
- 1967年2月15日 - 「2ドアセダン」を追加・発売。型式名: A512。
- 1967年6月10日 - マイナーチェンジ。型式名を「A12」型に統合。
- 1967年8月 - 保証期間延長。2年間または5万km。
- 1967年9月14日 - 「4ドアバン」を追加・発売。47.5万円（スタンダード）、52.5万円（デラックス）。
- 1967年11月1日 - 2ドアセダン専用のスポーティーモデルとなる「スポーツセダン」発売。62万円。
- 1968年月1日 - 「2ドアバン」発売。44.8万円（スタンダード）、49.8万円（デラックス）型式名「A41」。2ドアセダン、4ドアセダンデラックスにフロアシフト車を設定。「スポーツセダン」に2系統油圧経路ブレーキを採用。
- 1968年9月23日 - スポーツセダン「第10回日本アルペンラリー」でクラス優勝。
- 1968年11月1日 - 「スーパーデラックス」フロアシフト車追加。54.5万円（2ドア）、58万円（4ドア）。
- 1969年3月1日 - 「ff-1シリーズ」に移行。

## 主要諸元
- 型式:  A522
- 全長×全幅×全高: 3,925 mm×1,480 mm×1,390 mm
- ホイールベース: 2,400 mm
- トレッド（輪距）: 前輪1,225 mm、後輪1,210 mm
- 最低地上高: 185 mm
- 車両重量: 695 kg
- 0-400 m加速: 21.0秒
- 最高速度: 130 km/h
- エンジン
  - エンジン型式: EA52
  - 種類: 水冷水平対向4気筒OHV
  - ボアＸストローク: 72.0 mm×60.0 mm
  - 総排気量: 977 cc
  - 圧縮比: 9.0:1
  - 燃料供給装置: 日立製ゼニスストロンバーグDCG-286
  - 最高出力: 55 ps @ 6,600 rpm
  - 最大トルク: 7.8 kgf•m @ 3,200 rpm
  - 燃料タンク容量: 36リットル
- トランスミッション
  - 駆動方式: 縦置き前輪駆動 (FF)
  - シフトタイプ: コラムシフト前進4段・後進1段
- 変速比
  - 第1速: 3.540
  - 第2速: 2.235
  - 第3速: 1.524
  - 第4速: 1.038
  - 後退: 4.100
  - 最終減速比: 4.375
- ステアリングおよびサスペンション
  - ステアリング形式: ラック&ピニオン
  - 最小回転半径: 4.8 m
  - サスペンション: ダブルウィッシュボーン式独立懸架（前輪）、トレーリングアーム式独立懸架（後輪）
  - サスペンションスプリング: 縦置きトーションバー（前輪）、横置きトーションバー+コイル（後輪）
  - ブレーキ: デュオサーボ（前輪）、リーディング・トレーリング（後輪）
  - タイヤ: 5.50-13-4PR
- 1966年5月店頭価格（東京・大阪・名古屋）
  - スーパーデラックス: 58万円、デラックス: 53.5万円、スタンダード: 49.5万円

## エンジン・トランスミッション
現在のSUBARUが謳う「シンメトリカルAWD」の始祖（ルーツ）といえる、この水平対向エンジンを核とした、左右対称レイアウトの採用は、3,900 mmの全長に2,400 mmというロングホイールベースを採用することによる広い室内空間の確保と、フロントエンジン・前輪駆動（FF）方式の採用のためにエンジン全長を短くする必然から生まれた。
フロントエンジン・後輪駆動 (FR) 方式について百瀬は以下のように述べている。
P-1でFRをやったが、そのときに感じたのはいかにも非合理的なパワートレーンだということだ。駆動力をフロントのエンジンからプロペラシャフトでリアデフに持っていき、さらにドライブシャフトを経てタイヤに伝えるという駆動経路の長さ。しかも長いプロペラシャフトはやっかいな振動源にほかならない。人を乗せるための乗用車に採用する合理性はない。それに対してRRやFFは、部品点数が少なく、乗員のためのスペースを圧迫することのない、合理的な駆動方式だ。
スバル・360でリアエンジン・後輪駆動 (RR) 方式の採用により、わずか3.0 mという全長の制約の中で大人4人が無理なく移動できる革新的なパッケージングを構築した当時の富士重工業の技術陣は、スバル・1000の開発にあたり、一転して当時まだ世界的にも採用例が少なかったFF方式の採用を決定した。もちろん、FF方式の採用には、当時の乗用車・軽自動車の一般的な駆動方式だったFRおよびRR方式では、1964年東京オリンピック以来の、大規模な全国的高速道路網の拡大の「高速時代」に、直進性、横風安定性などの操縦安定性で十分な性能が得られないという判断もあったといわれている。
こうして先に決定された室内空間・駆動方式のために、スバル・360に引き続き、エンジンに割り当てられる空間は非常に限られたものとなった。しかし、当時の富士重工業の技術陣は、1959年発売のミニのように、狭い空間の中に横置き直列エンジンの下にトランスミッションを詰め込むメカニカル・パッケージではなく、振動対策が容易で機械的損失が少なく、より小型なエンジン・トランスミッション構成を目指した。、そのため、本質的に低重心で全長が短く、直列エンジンと比較して優れた回転バランスを有し、なおかつ「A-5」以来の技術的蓄積のある水平対向エンジンの採用につながった。当時エンジン開発を担当した山川徹は当時を回想して「水平対向なら入る」と直感的に思ったという。
また水冷方式の採用については、「A-5」計画の空冷水平対向エンジンがオーバーヒートに悩まされたためだといわれている。
スバル・1000の「EA52」型エンジンは、軽量化とフロントオーバーハング部への搭載による操縦性の悪化を防ぐために、シリンダー・ブロック、シリンダー・ヘッドはアルミ合金鋳造製とされ、エンジン重量は乾燥重量でわずか75 kgと、非常に軽量に仕上げられている。
冷却方式には「デュアルラジエーター」と呼ばれるシステムを採用した。これはベルト駆動式の冷却ファンを装着するスペースが確保できなかったことから生まれた逆転の発想で、メインとサブの2つのラジエーター、それに小型電動ファンで構成されていた。低温時はサブラジエーターのみが作動し、高温になるとメインラジエーターも合わせて作動、さらに高温になった場合、電動ファンが作動してサブラジエーターの強制冷却を開始する。これにより、クランクシャフト先端に冷却ファンを持つ当時の一般的な4サイクルエンジンの宿命だったパワー損失がなく、しかも軽量で静粛性に優れた冷却システムとなった。冷却系に電動ファンを用いたのはスバル・1000が国産車で最初であった。
また、サブラジエーターをヒーターの熱源として利用することで製造コストの上昇を抑え、熱量では1,500から2,000 ccクラスの乗用車に匹敵するヒーターがスタンダードモデルまで標準装備となっていた。ただし他社モデルのヒーターに比較すると、サブラジエーター冷却ファンが送風ブロワーを兼ねた構造であるため、加熱されていない外気を取り込むことができず、冬期以外のデフロスター使用時にも暖気が出てしまう、外気を止めた車内循環暖房ができないなどの実用上の欠点があり、後年のスバル車には踏襲されず、一般的な車内ヒーターコア式に置き換えられた。
縦置きのトランスミッションは、ドライブシャフト長を左右等長かつ可能な限り長く取ることで、ロールセンターの最適化による良好な走行安定性と乗り心地を両立させるという、スバル・360と同じ設計思想に基づいており、開発期間を通じ最適な等速ジョイントが得られなかったことから、ジョイントの不等速性から発生する振動の軽減も狙ったといわれている。
また、ブレーキを一般的な車輪内からトランスミッション側に移動して、キングピンとタイヤの中央線を一致させた「センター・ピボット式ステアリング」の採用については、前車軸が、駆動と操舵というふたつの役割を受け持つために、それまでの前輪駆動では少なくなりがちだった前輪の操舵角を増大させる意図があったといわれる。
スバル・1000の開発陣は、ジョイントの不等速性から発生する振動や耐久性の問題を解決するため、インボード側の伸縮可能な等速ジョイントの開発に「63-A」計画の初期から取り組んでいたが、その実用化には開発の最終段階に至ってもなかなか目途が立たなかった。
自動車用のドライブシャフト用ジョイントとしては、すでに「十字継手」として広く使用されていたが不等速性のある「カルダン・ジョイント」、戦前より「シトロエン・トラクシオンアヴァン」などの高級車や一部のレーシングカーに用いられていたものの、構造上、主に耐久性に問題を抱えていた「トラクタ・ジョイント」、戦前、アメリカの高級車「コード・L-29」やレーシングカーに用いられたものの高度な工作精度が要求されるため、主に経費の面から普及が進まなかった「ワイス・ジョイント」、「ツェッパ・ジョイント」などがあり、1959年には、イギリスの「ミニ」に「C.V.J（コンスタント・ベロシティ・ジョイント）」が採用され、不等速性の問題はほぼ解決されたが、サスペンションのストローク時、前輪駆動軸に大舵角を与えた際のドライブシャフトの全長変化の問題から、依然としてその耐久性に課題を抱えていた。日本でも、戦後、スズキ・スズライトや日野・コンマースなどの国産FF車が登場していたものの、いずれも「カルダン・ジョイント」の派生型である「L型ジョイント」を採用しており、ジョイントの不等速性から発生する振動や、ジョイント自体の耐久性に問題を抱え、FF方式の普及の障害になっていた。
だがスバル・1000発売直前の1965年、富士重工業に協力してにジョイント開発を進めていた東洋ベアリング（現・NTN）が、バーフィールド社の原案に基づき、画期的な伸縮可能なジョイント、「D.O.J（ダブル・オフセット・ジョイント）」の実用化に成功した。「センター・ピボット式ステアリング」の採用と相まって、従来のFF車の常識を覆す、滑らかで正確な操縦性と耐久性、さらに製造にかかる経費の問題を解決した。
1970年代後半から始まった世界的な小型車FF化の流れは、その多くが横置き直列エンジンレイアウトを採用しており、かつ、スバル・1000以降に登場した世界のFF車が、ほぼ例外なくインボード側「D.O.J」、アウトボード側「C.V.J」というジョイント方式を採用していることから「D.O.J（ダブル・オフセット・ジョイント）」の実用化がなければ、左右不等長のドライブシャフト長によるFF化は不可能だったといっても過言ではない。
さらにスバル・360に引き続く四輪独立懸架の採用とあわせ、優れた乗り心地とロードホールディングを実現。FF方式ならではの直進安定性と操縦性、水平対向エンジンをはじめとする斬新な機構は、当時の自動車雑誌等からも絶賛された。
スバル・1000のトランスミッション後端から後輪駆動用のプロペラシャフトとリヤアクスルを追加することにより、容易に全輪駆動（AWD）化が可能であることは、スバル・1000開発過程ですでに話題に上っていたが、スバル・1000開発当時は、まだ乗用車タイプAWDの商品化は時期尚早ということで大きな議論にはならなかったという。
しかし1970年、東北電力からの現場巡回用車輌の共同開発の申し出が発端となり、1971年、1ディーラーである宮城スバルがスバル・1000バンをベースに日産・ブルーバード（510型）のリヤデフを組み合わせてAWD化した試作車を製作。関係者の間で非常に好評だったことから、1971年3月から富士重工業・群馬試作所で生産化に向けてのテストが開始され、1971年秋の東京モーターショー商用車館にスバル・ff-1 1300Gバン 4WDとして参考出品され、注目を集めた。
当時スバル・ff-1 1300Gは新型車「レオーネ」へのモデルチェンジを控えていたため、スバル・ff-1 1300Gバン4WDはパイロットモデルとして、1972年3月から合計8台が生産・納入されたに留まった。
「EA型」水平対向エンジンは、1965年のスバル・1000の登場から1989年のレガシィに搭載された「EJ型」エンジンの登場以降1992年まで、排気量アップを繰り返しながら「レオーネ」に搭載され続け、最終的に1,781 ccにまで成長。実に26年もの命脈を保った。
片側2気筒のみのシリンダーブロック配置は、1970年代のアメリカの「マスキー法」に端を発する、世界的な排気ガス規制の流れでも有利に働き、昭和51年（1976年）度排気ガス規制では、三元触媒、EGRなどの装着なしで基準を満たした。
短いエンジン全長と低いエンジン高は1968年のアメリカにおける米国連邦自動車安全基準（FMVSS）の制定以降厳しくなっていく前面衝突基準でも優位性となった。さらに世界初の本格的量産乗用車ベースAWDの発売から、現在のシンメトリカルAWD技術の確立まで、富士重工業の自動車メーカーとしての方向性を決定付けた傑作といえる。しかし、スバル・1000の拡大キャパシティを備えた、優れた素質が、円安に依存したアメリカ市場への過度の依存を招き、富士重工業内部の組織の硬直化が、1985年の「プラザ合意」以降の急激な円高以降、対応の迷走から倒産の危機が公然と報道されるほどの状況にまで繋がったのではないかという指摘もある。

## サスペンション・ブレーキ
サスペンションにはスバル・360に引き続き4輪独立懸架で、フロントが縦置きトーションバー・スプリング（ねじり棒ばね）をアッパーアームに使用するダブルウイッシュボーン、リヤがトーションバー・スプリングとセンター・コイルスプリング併用のトレーリングアームで、フロントはトーションバー前端のカムによって、リヤはセンター・コイルスプリング部のボルトをレンチによって、それぞれ車高調整が可能となっていた。
スバル・1000の特徴である、トランスミッション側にブレーキを配置するインボード・ブレーキの採用は、主にFF方式採用によるフロントタイヤ切れ角の減少を補うためであったといわれている。特に開発途上では、最適な等速ジョイントの開発の目途がなかなか立たず、ジョイントの不等速性から発生する振動を軽減する狙いもあったといわれている。
またインボード・ブレーキの採用によって可能になった「センターピボット式ステアリング」は、フロントサスペンションのキングピンの軸線と車輪の中心線を一致させたもので、路面からの入力に対してサスペンション自体の強度に頼ることなく滑らかにストロークさせることが可能で、フロントダブルウイッシュボーンサスペンションの採用と相まって、不要なジオメトリー変化を押さえ、ばね下重量を軽量化できる点で、理論的には最も優れたサスペンション構成といえる。さらに4輪独立懸架の採用により、FF方式本来の優れた直進安定性と高い操縦安定性に、スバル・1000ならではの鋭い操縦性と安定した走行中の接地性をもたらした。
こうしたエンジニアリングの理想を具現化した機構は、航空機製造との共通性を感じさせるもので、一部からは非常に高い評価を得て、熱狂的な「スバリスト」と呼ばれる信奉者を生み出したが、一方、当時、富士重工業の販売・サービス網は脆弱で、一般の整備工場に整備を頼らざるを得なかった状況で、アフターサービスの現場からの寄せられる整備の煩わしさ（クラッチ板交換にエンジンの着脱作業を要する、インボードブレーキの整備性が悪い問題など）に対する声や、それまでのFF車がドライブシャフト・ジョイントの耐久性に問題を抱えていたために、その耐久性に懐疑的な声も少なくなく、そのことが当時のスバル・1000の評価に影響を与えていたことは否定できない。
このスバル・1000のインボード・ブレーキは、スバル・ff-1、スバル・ff-1 1300Gを経て、1971年の「レオーネ」の登場の際には一般的なアウトボード・ブレーキに改められ、この特徴的な「センターピボット式ステアリング」も廃止された。
この「センターピボット・ステアリング」は、1990年代にトヨタの「スーパーストラットサスペンション」の開発の端緒になったといわれている。

## ボディ・シャシー
スバル・1500（P-1）以来の伝統であるフルモノコックボディは、スバル・360の基本デザインを手掛けた工業デザイナー、佐々木達三をアドバイザーに迎えた社内デザインで、開発の参考にされたといわれる「シトロエン・DS」の流れを汲むセミファストバックスタイルとなっている。
スバル・360と同様、クラス最大の室内空間の確保が最優先とされた。そのために採用された2,400 mmというホイールベース長は、当時の1,500 ccクラスの標準的な長さであり、ライバルであるトヨタ・カローラや日産・サニーと比較すると、120 mm余りも長い。
| 車名                            | 全長 (mm) | 全幅 (mm) | 全高 (mm) | ホイールベース (mm) |
| ------------------------------- | --------- | --------- | --------- | ------------------- |
| スバル・1000                    | 3,930     | 1,480     | 1,390     | 2,400               |
| トヨタ・カローラ（KE10型）      | 3,845     | 1,485     | 1,380     | 2,285               |
| 日産・サニー（B10型）           | 3,820     | 1,445     | 1,345     | 2,280               |
| トヨペット・コロナ（RT40型）    | 4,110     | 1,550     | 1,420     | 2,420               |
| プリンス・スカイライン（S50型） | 4,100     | 1,495     | 1,435     | 2,390               |

FF方式の採用によりフロアトンネルをもたず、排気管を助手席側サイドシルに配置させることで実現した完全なフラットフロア、さらにサイドガラスに曲面ガラスを採用することで、1,500から2,000 ccクラスに匹敵する広く、開放感の高い室内空間を実現した。
国産車では初めて燃料タンクを後席座面下に配置してモノコックボディの構造材の一部としての役割を受け持たせ、スペアタイヤおよびジャッキまでをフロントエンジンルーム内に配置することで、当時の記者発表会で「サッカーボール48個分」と謳うほどの広大なトランクスペースを得た。スペアタイヤおよびジャッキ等をフロントエンジンルーム内に配置させることは、軽量な車重とFF方式採用によるフロント駆動輪のトラクション確保のための前軸荷重の増大を意図したもので、「ひとつの部材でふたつ以上の機能を果たす」航空機製造に通じる設計理念が感じられる。
スーパーデラックスでは、すでにこの時代に運転席と後席、さらにタナーボードを繋いだフルリクライニングシートまで実現している点は注目される。

## スバル・1000スポーツセダン

### 概要
1967年11月に追加された「スバル・1000」の2ドアセダン専用となるスポーティグレード。
スバル・1000の「EA52」型をベースとなっているが、圧縮比を10.0:1に上げ、三国工業製のソレックスタイプのツインキャブレターを装着、クランクシャフト、カムシャフト、シリンダーヘッドなど、その構成部品の多くが専用部品で、もはや別のエンジンといっても良いほどの本格的なチューニングが施されている。
FF方式採用によるトラクションと、軽量な車重を武器に、国内ラリーでは1,000 ccクラスでは無敵の強さを誇り、1968年9月に行われた「第10回日本アルペンラリー」ではクラス優勝を獲得している。

### 主要諸元
- 型式:  A12
- 全長×全幅×全高: 3,900 mm×1,480 mm×1,375 mm
- ホイールベース: 2,420 mm
- トレッド（輪距）: 前輪1,235 mm、後輪1,210 mm
- 最低地上高: 165 mm
- 車両重量: 705 kg
- 0-400 m加速: 17.7秒
- 最高速度: 150 km/h
- エンジン
  - エンジン型式: EA53
  - 種類: 水冷水平対向4気筒OHV
  - ボアＸストローク:  72.0 mm×60.0 mm
  - 総排気量: 977cc
  - 圧縮比:  10.0:1
  - 燃料供給装置:  三国工業製ソレックスBDS36×2
  - 最高出力: 67 ps @ 6,600 rpm
  - 最大トルク: 8.2 kgf•m @ 4,600 rpm
  - 燃料タンク容量: 36リットル
- トランスミッション
  - 駆動方式: 前輪駆動 (FF)
  - シフトタイプ: フロアシフト前進4段・後進1段
- 変速比
  - 第1速: 3.540
  - 第2速: 2.235
  - 第3速: 1.524
  - 第4速: 1.038
  - 後退: 4.100
  - 最終減速比:4.375
- ステアリングおよびサスペンション
  - ステアリング形式: ラック&ピニオン
  - サスペンション: ダブルウィッシュボーン式独立懸架（前輪）、トレーリングアーム式独立懸架（後輪）
  - ブレーキ: ディスク（前輪）、リーディング・トレーリング（後輪）
  - タイヤ: 145SR13ラジアル
  - 最小回転半径: 4.8 m
- 変更点・専用装備
  - クイックレシオ・ステアリング（18.43→14.8）
  - 専用クランクシャフト、カムシャフト、シリンダーヘッド、バルブスプリング・デュアルエキゾースト
  - 前後スプリング15%強化・ダンパー減衰力10%強化・15 mm車高低下
  - ルーフアンテナ・専用ホイールキャップ・sportsオーナメント
  - 専用フロントグリル・テールライト
  - 3連スポーツメーター・センターコンソール
  - フロントバケットシート、3点式シートベルト
- 価格（発売当時）: 62万円